# Vielbach

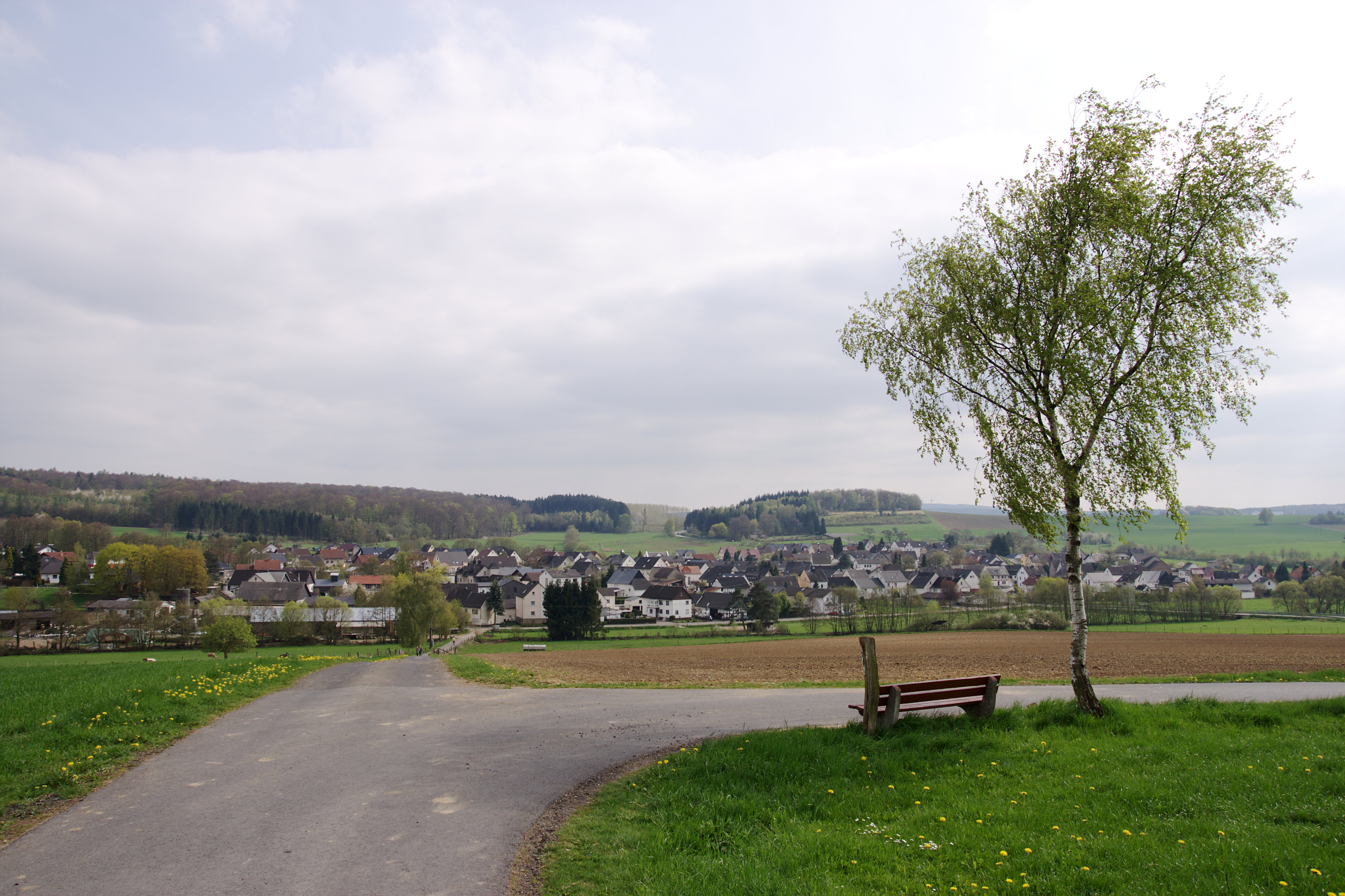
Blick über Vielbach

Vielbach (mundartlich: Felwisch) ist eine Ortsgemeinde im Westerwaldkreis in Rheinland-Pfalz. Sie gehört der Verbandsgemeinde Selters (Westerwald) an.

## Geographische Lage
Vielbach liegt in drei Kilometer Entfernung südlich von Selters am Unterlauf des kleinen Saynbaches inmitten eines Wald- und Wiesengeländes. Zu Vielbach gehören auch die Wohnplätze Birkenhof und Lotzenheck.

## Geschichte

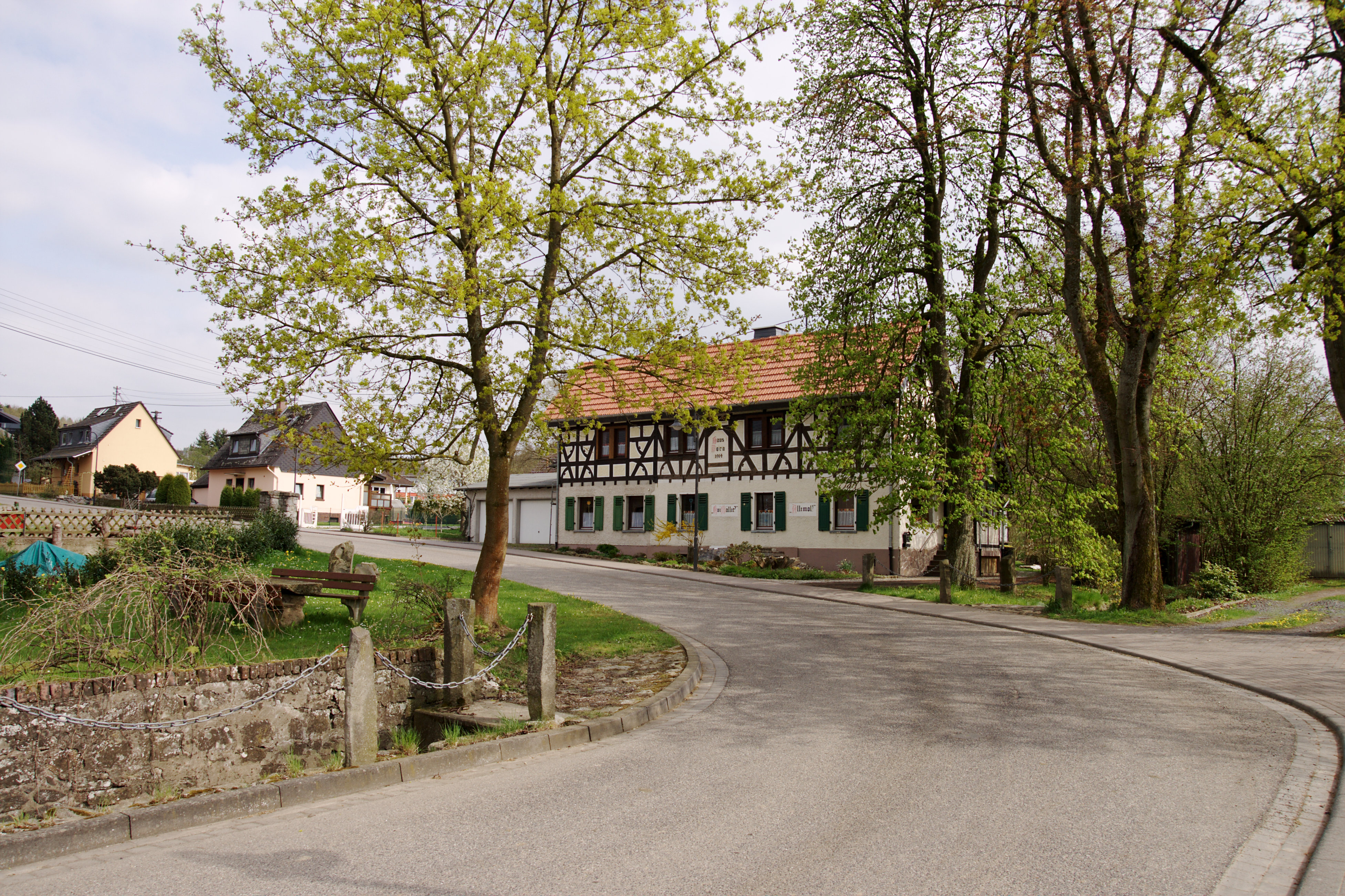
In der Quirnbacher Straße

Im Jahre 1315 wurde Vielbach zum ersten Mal urkundlich erwähnt. Die Schreibweise des Namens wechselte im Laufe der Jahrhunderte von Villebach nach Vyllebach zu Vielbach.

## Politik

### Gemeinderat
Der Gemeinderat in Vielbach besteht aus zwölf Ratsmitgliedern, die bei der Kommunalwahl am 9. Juni 2024 in einer Mehrheitswahl gewählt wurden, und dem ehrenamtlichen Ortsbürgermeister als Vorsitzendem. Auch 2019 fand bereits Mehrheitswahl statt.

### Bürgermeister
Ulrich Schneider wurde 2009 Ortsbürgermeister von Vielbach. Bei der Direktwahl am 26. Mai 2019 wurde er mit 86,82 Prozent der abgegebenen Stimmen für weitere fünf Jahre in seinem Amt bestätigt. Bei der Direktwahl am 9. Juni 2024 wurde er ohne Gegenkandidaten mit 79,2 Prozent der Stimmen wiedergewählt.
Schneiders Vorgänger war Walter Schindler.

### Wappen
| Wappen von Vielbach | Blasonierung: „Unter goldenem Schildhaupt, darin fünf rote Kugeln, eine eingebogene silberne Spitze, darin ein roter Mühlstein, rechts in Blau ein goldener Löwe, rotbewehrt und -gezungt, links in Gold vier rote Schrägbalken.“ |
| Wappen von Vielbach | |

## Verkehr
- Die nächste Autobahnanschlussstelle ist Ransbach-Baumbach an der A 3 (Köln–Frankfurt am Main).
- Der nächstgelegene ICE-Halt ist der Bahnhof Montabaur an der Schnellfahrstrecke Köln–Rhein/Main.